# 진핑구

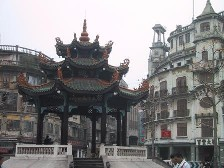
진핑 구 소공원

진핑구(한국어: 금평구, 중국어: 金平区, 병음: Jīnpíng Qū)는 중화인민공화국 광둥성 산터우 시의 현급 행정구역이다. 넓이는 109km2이고, 인구는 2007년 기준으로 740,000명이다.

## 행정 구역
17개 가도를 관할한다.
- 가도: 石炮台街道 , 金砂街道 , 金厦街道 , 东墩街道 , 东方街道 , 广厦街道 , 月浦街道 , 岐山街道 , 大华街道 , 乌桥街道 , 光华街道 , 海安街道 , 新福街道 , 永祥街道 , 鮀莲街道 , 鮀江街道 , 同益街道.